# Store kinesiske hungersnød
Store kinesiske hungersnød (kinesisk: 三年大饑荒) var en periode i Folkerepublikken Kina fra 1959 til 1961, der blev karakteriseret ved udbredt hungersnød. Tørke, dårlig vejr og politiske initiativer igangsat af Mao Zedong i forbindelse med det store spring fremad bidrog alle til hungersnøden. Hvor stor del de enkelte faktorer har haft, er dog endnu under diskussion.
Med de fire plagers kampagne, der var en del af det store spring fremad, blev befolkningen opfordret til at dræbe spurve og andre vilde fugle som spidst såsæd og korn for at kunne beskytte markerne. De blev skudt eller jagtet rundt, så de ikke kunne lande, indtil de faldt ned af udmattelse. Dette resulterede i en eksplosiv vækst i skadedyr, særligt af kornspisende insekter, da der ikke længere var nogle dyr, der jagtede dem.
Fødselsraten faldt fra 2,922% (1958) til 2,086% (1960), og døsraten steg af 1,198% (1958) til 2,543% (1960), men de gennemsnitlige tal for perioden fra 1962–1965 er omkring henholdsvis 4% og 1%.
Det er blevet estimeret, at mellem 20 til 45 millioner mennesker døde.